# Scott Winkler
Scott Kristian Winkler (Asker, 22 febbraio 1990 – Asker, 12 giugno 2013) è stato un hockeista su ghiaccio norvegese.

## Carriera

### Club
Figlio del canadese Rodney Winkler, anch'egli hockeista su ghiaccio, e di una donna norvegese, crebbe nelle giovanili del Frisk Asker Ishockey.
Si trasferì in Nord America nel 2007, dove giocò coi Russell Stover per una stagione, al termine della quale fu scelto dai Dallas Stars come 89ª scelta assoluta. Dopo una stagione ai Cedar Rapids RoughRiders (USHL), passò al Colorado College in NCAA.

### Nazionale
Ha partecipato a due mondiali U-18 di prima divisione (2007 e 2008, quest'ultimo vinto) e ad altrettanti mondiali U-20 di prima divisione (2009 e 2010, quest'ultimo vinto) con le nazionali norvegesi di categoria.
Dal 2012 era entrato nel giro della nazionale norvegese maggiore, disputando tre incontri.

## Morte
Winkler è morto a 23 anni, il 12 giugno 2013, mentre si trovava a casa dei genitori ad Asker.